# AQUARIUS (音楽ユニット)
AQUARIUS（アクエリアス）は、NITRO MICROPHONE UNDERGROUNDのDELIとYAKKOによる音楽ユニット。2003年と2007年にAQUARIUS名義で作品が発表された。メンバーは2人とも水瓶座である。

## ディスコグラフィ

### シングル
1. ココ東京/バラマク/シャボン玉REMIX（2003年6月25日）オリコン46位
  1. ココ東京 feat.S-WORD,BIG-O,DABO[3:56]
作詞：DELI・S-WORD・BIG-O・DABO／作曲：YAKKO・DELI
  2. バラマク[3:57]
作詞：DELI／作曲：YAKKO・DELI
  3. シャボン玉REMIX[5:18]
作詞：DELI・MACKA-CHIN・MIKRIS・TINA・S-WORD／作曲：DELI・MACKA-CHIN
  4. ココ東京 feat.S-WORD,BIG-O,DABO(Instrumental)[3:57]
  5. バラマク (INSTRUMENTAL)[3:57]
  6. シャボン玉REMIX (INSTRUMENTAL)[5:19]
  7. (エンハンスド)『ココ東京』 MUSIC VIDEO サイト・アクセス・パス
2. -連動-（2003年8月27日）オリコン55位
  1. 連動 feat.T-ZONE,GORE-TEX,KEN WHEEL,MIKRIS,YOHEY,BASS[5:40]
作詞：DELI／作詞：T-ZONE／作詞：GORE-TEX
  2. アタッテクダケ ～トツゲキのテーマ～[3:53]
作詞：DELI・TOKONA-X・TAD'S A.C.／作曲：DELI・YAKKO
  3. ノリコム[3:59]
作詞：DELI／作曲：Tommy Coster
  4. 連動 (INSTRUMENTAL)[5:40]
  5. アタッテクダケ ～トツゲキのテーマ～ (INSTRUMENTAL)[3:52]
  6. ノリコム (INSTRUMENTAL)[3:59]
  7. (エンハンスド)『連動』 MUSIC VIDEO SIGHT ACCESS PASS

### アルバム
1. オボレタ街（2003年10月8日）オリコン30位
  1. ココ東京 feat.S-WORD,BIG-O,DABO[3:55]
  2. チャッチャッ feat.TOKONA-X,BASS,MIKRIS[4:09]
  3. バラマク[3:56]
  4. メグミノ雨 feat.SUIKEN,HI-D[4:30]
  5. オボレタ街 Pt.2 feat.MIKRIS,MARS MANIE[4:51]
  6. カラクリ feat.XBS[3:31]
  7. アタッテクダケ～トツゲキのテーマ～ feat.TAD'S A.C.& TOKONA-X[3:51]
  8. 連動 feat.T-ZONE,GORE-TEX,KEN WHEEL,MIKRIS,YOHEY,BASS [5:39]
  9. オボレタ街 Pt.1[3:51]
  10. SKIT[2:00]
  11. NEXT feat.MIKRIS[3:58]
  12. 炎点火～燃えよポセイドン～ feat.MIKRIS,FIRE BALL[5:23]
  13. 往来 feat.T-ZONE,SUIKEN,MIKRIS,GORE-TEX,P.H.[5:47]
  14. 合図 feat.GORE-TEX,T-ZONE[5:10]
  15. (エンハンスド)“ココ東京" MUSIC VIDEO / “連動" MUSIC VIDEO
2. ONE DROP(2007年)
  1. ONE DROP feat.MARS MANIE
  2. STILL BURNIN’(一本のマッチから)feat.SNIPE.JBM.MIKRIS
  3. DON’T BELIEVE THE HYPE feat.XBS.MIKRIS
  4. ノルシカナイ!?feat.SMITH-CN.REILI.JAH.GOD
  5. ハートに火をつけて!!feat.ESSENCIAL
  6. 大都会の楽園 feat.DABO
  7. OHH CHILD feat.S-WORD
  8. ピンチはチャンス feat.BOO.LA BONO
  9. 真っ赤なマボロシ feat.RYUZO
  10. 今夜はおやすみ feat.BOO.ANARCHY

### その他
- キングギドラ「友情(AQUARIUS Remix feat.DELI)」